# Kawahara Tatsuya
Tatsuya Kawahara (sinh ngày 16 tháng 12 năm 1985) là một cầu thủ bóng đá người Nhật Bản.

## Sự nghiệp câu lạc bộ
Tatsuya Kawahara đã từng chơi cho Omiya Ardija và Thespa Kusatsu.